# چژو-پوچییوو
چژو-پوچییوو (به لهستانی:  Czyżew-Pociejewo) یک روستا در لهستان است که در گمینا چژو واقع شده‌است.